# یواس‌اس ایسترن کوئین (آی‌دی-۳۴۰۶)
یواس‌اس ایسترن کوئین (آی‌دی-۳۴۰۶) (به انگلیسی: USS Eastern Queen (ID-3406)) یک کشتی بود که طول آن ۳۹۷ فوت (۱۲۱ متر) بود. این کشتی در سال ۱۹۱۸ ساخته شد.